# Matic Suholežnik
Matic Suholežnik (* 2. Mai 1995 in Celje) ist ein slowenischer Handballspieler.

## Karriere

### Im Verein
Matic Suholežnik spielte zunächst bis 2018 für RK Celje. Mit Celje gewann er die slowenische Meisterschaft. 2018 wechselte er nach Frankreich zu Dunkerque HBGL. Nach zwei Jahren unterschrieb er einen Vertrag in Portugal bei Benfica Lissabon. Nach einer Saison kehrte er zu RK Celje zurück. Mit Celje gewann er 2022 und 2023 erneut die slowenische Meisterschaft. Nachdem er 2023 kurzzeitig im Iran für Sepahan S.C. gespielt hatte, wechselte er im Sommer nach Kroatien zu RK Zagreb. Mit Zagreb gewann er 2024 Meisterschaft und Pokal. 2024 ging er erneut nach Frankreich und steht im Kader von Saran Loiret HB.

### In Auswahlmannschaften
Mit der slowenischen Nationalmannschaft nahm er an der Europameisterschaft 2018 teil und belegte dort den 8. Platz. Bei der Weltmeisterschaft 2021 belegten sie den 9. Platz. Weiter stand er im Kader für die Europameisterschaft 2022 und belegte mit Slowenien den 16. Platz. Bei der Europameisterschaft 2024 belegte er mit Slowenien den 6. Platz.